# Wuzhi
Wuzhi  (en chino, 武陟; pinyin, Wǔzhì; Wade-Giles, wu chih) es un condado  bajo la administración directa de la Prefectura Jiaozuo en la Provincia de Henan, República Popular China.  Su área es de 797 km² y su población total para 2010 superó los 700 mil habitantes. 

## Administración
Ha marzo de 2025, el  Condado Wuzhi  se divide en 15 pueblos que se administran en 4 subdistritos,  7 poblados y 4 villas.

## Toponimia
El topónimo Wuzhi se compone de los sinogramas  Wu (nombre propio) y  Zhi (levantar).
Según las Crónicas del Condado Wuzhi (武陟志) datadas del 1591 dice; El condado  recibió su nombre porque el Rey Wu levantó aquí sus tropas antes de la batalla de Muye, consagrándose esta tierra, de ahí su nombre.